# Rolando Bermúdez
Rolando Bermúdez (ur. 24 sierpnia 1979) − panamski bokser kategorii superciężkiej.

## Kariera amatorska
W listopadzie 2013 roku zdobył brązowy medal na igrzyskach boliwaryjskich w Chiclayo. W półfinale kategorii superciężkiej przegrał przez techniczny nokaut w drugiej rundzie z José Payaresem.